# Ayaka Ikehara
Ayaka Ikehara (japanisch 池原綾香 Ikehara Ayaka; * 24. September 1990 in Urasoe, Japan) ist eine ehemalige japanische Handballspielerin, die dem Kader der japanischen Nationalmannschaft angehörte. Sie war die erste Japanerin, die in der EHF Champions League auflief.

## Karriere
Ayaka Ikehara spielte bis zum Jahr 2017 für die japanische Mannschaft Mie Violet Iris. Anschließend schloss sich die Außenspielerin dem dänischen Erstligisten Nykøbing Falster Håndboldklub an. Mit Nykøbing Falster gewann sie 2018 den dänischen Pokal. Zur Saison 2020/21 wechselte sie zum Ligakonkurrenten Odense Håndbold. 2021 gewann sie mit Odense die dänische Meisterschaft. Eine Woche nach dem Meisterschaftsgewinn siegte Odense im nachträglich ausgetragenen dänischen Pokalfinale 2020 gegen ihren ehemaligen Verein Nykøbing Falster Håndboldklub mit 32:26. 2022 gewann sie mit Odense eine weitere Meisterschaft. Ikehara kehrte im Sommer 2023 zum Nykøbing Falster Håndboldklub zurück. Im Sommer 2024 beendete sie ihre Karriere.
Ikehara bestritt mindestens 43 Länderspiele für die japanische Nationalmannschaft, in denen sie 101 Treffer erzielte. Mit Japan nahm sie 2015, 2017 und 2019 an der Weltmeisterschaft teil. Mit der japanischen Auswahl nahm sie an den Olympischen Spielen in Tokio teil.